# Paul Singer (Geschäftsmann)

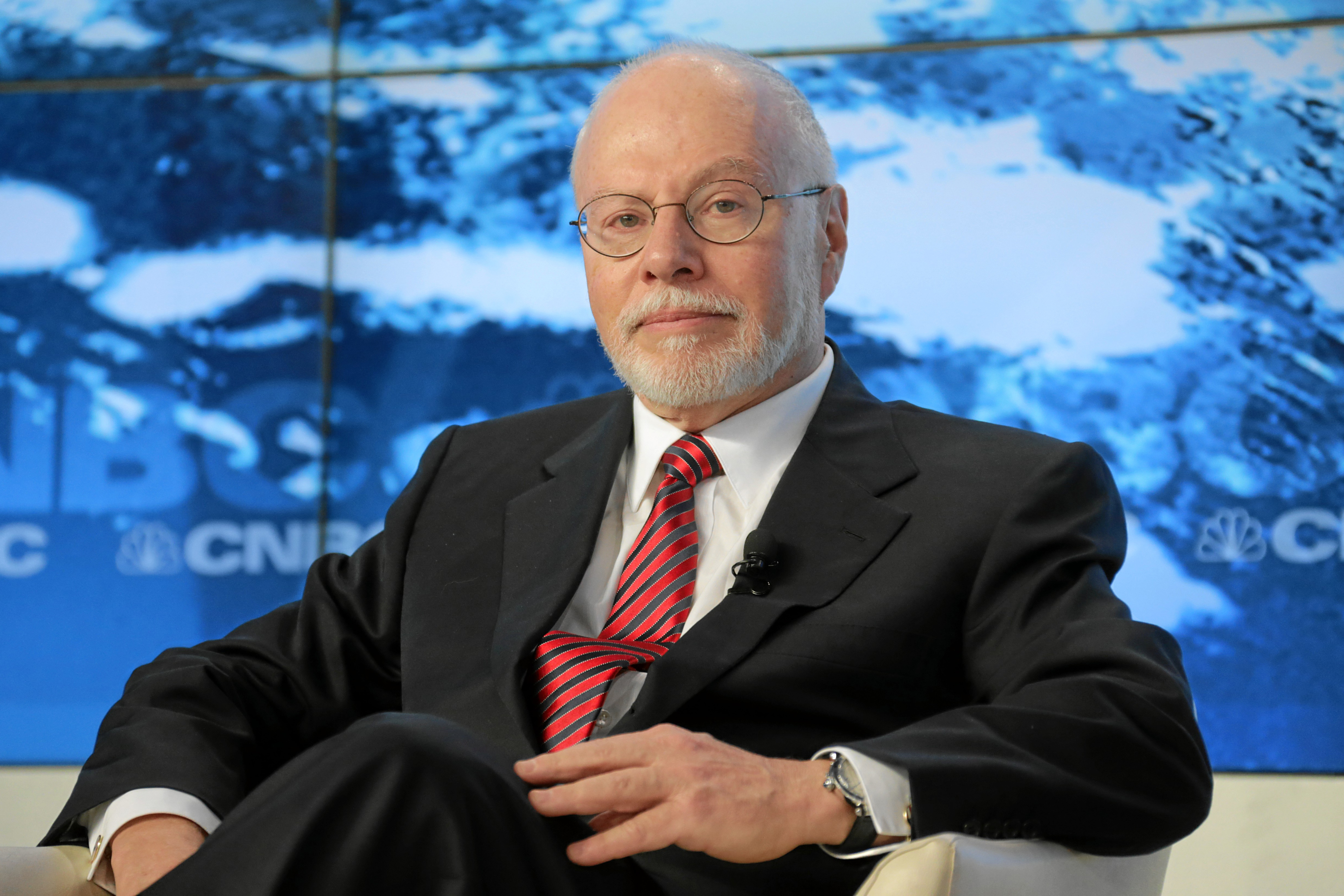
Paul Singer auf dem World Economic Forum in Davos, Schweiz, 23. Januar 2013

Paul Elliott Singer (* 22. August 1944 in New York) ist Gründer, Präsident, Co-CEO und Co-Chief Investment Officer des Hedgefonds Elliott Management Corporation und der The Paul E. Singer Familienstiftung. Im Jahr 2023 wurde sein Vermögen auf 6,6 Milliarden US-Dollar geschätzt, womit er auf Platz 174 der Forbes-400-Liste der reichsten US-Amerikaner aufgeführt wird. 2019 wurde er von Forbes unter den 20 „am besten verdienenden Hedgefonds-Managern“ gelistet.

## Ausbildung und frühe Jahre
Paul Elliot Singer wurde 1944 als Sohn einer jüdischen Familie in New York geboren, sein Vater war Apotheker; er wuchs mit seinen zwei Geschwistern in Teaneck, Bergen County, New Jersey auf.
1966 machte er einen Bachelor-Abschluss in Psychologie an der University of Rochester und 1969 einen Juris Doctor an der Harvard Law School. Die nächsten vier Jahre arbeitete Singer für Anwaltskanzleien und in der Immobilienabteilung der Investmentbank Donaldson, Lufkin & Jenrette.

## Elliott Management Corporation
1977 gründete Singer den Hedgefonds Elliott Associates L.P mit 1,3 Millionen Dollar, die er von Freunden und Familienangehörigen bekommen hatte. The Guardian beschreibt das Geschäftsmodell so: „Es werden billige Schulden aufgekauft und wenn möglich mit Profit verkauft oder der Schuldner wird verklagt, die gesamte geschuldete Summe zu zahlen.“ Der Fonds verwaltet rund 34 Milliarden Dollar (Stand Januar 2019) und erzielte seit der Gründung eine Rendite von rund 14 % pro Jahr.
Die britische Tochter Elliott Advisors übernahm 2018 die britische Buchhandelskette Waterstones und 2019 Barnes & Noble, die größte amerikanische Buchhandelskette.

## Paul E. Singer Familienstiftung
Diese Stiftung unterstützt zahlreiche wohltätige Projekte und Organisationen wie die Harvard Graduate School of Education Singer Prize for Excellence in Secondary Teaching, die VH1 Save The Music Foundation, die Food Bank For New York City, den National Gay and Lesbian Task Force Action Fund und die New York City Police Foundation. Darüber hinaus investierte Singer 420.000 Dollar und spendete weitere 500.000 Dollar für die Legalisierung der Schwulenehe in New York. Sein homosexueller Sohn musste seinen Partner in Massachusetts heiraten, da dort die Schwulenehe legal ist. Singer ist auch ein Unterstützer der Warren Buffett’s Giving Pledge Initiative.
Im November 2018 gab die Paul E. Singer Family Foundation der "United Jewish Appeal – Federation of New York" eine Zusage über 1 Million US-Dollar für die Verbesserung der Sicherheitsmaßnahmen an jüdischen Instituten, Schulen und Synagogen in New York. Die Spende erfolgte im Nachgang einer Schießerei in einer Synagoge in Pittsburgh im Oktober 2018. Singer beschrieb diese Tragödie als "eine schmerzhafte Erinnerung daran, dass wir die Sicherheitserfordernisse unserer Gemeinschaft überdenken müssen".

## Gremienmitgliedschaften
Singer ist Vorsitzender des Kuratoriums des konservativen Think Tanks Manhattan Institute for Policy Research. Des Weiteren ist er Mitglied im Beratergremium für das James Madison Program in American Ideals and Institutions an der Princeton University, im Beirat des Fellows of Harvard Medical School, im Beirat des Commentary Magazine und Mitglied im Committee on Capital Markets.

## Politisches Engagement
Singer engagiert sich für die Republikanische Partei und war einer der Hauptunterstützer von George W. Bushs Präsidentschaftskandidatur. Im Präsidentschaftswahlkampf 2007 unterstützte er Rudy Giuliani. 2011 spielte Singer eine große Rolle bei der Legalisierung der gleichgeschlechtlichen Ehe im Staat New York. Zusammen mit anderen republikanischen Spendern unterstützte er das Vorhaben.
2011 spendete er eine Million Dollar für Restore Our Future Inc., ein Super-PAC, das Mitt Romney unterstützt. Im Präsidentschaftswahlkampf 2016 unterstützte er Marco Rubio.

## Investitionen in Staatsschulden
Ein Teil von Elliotts Handel mit notleidenden Wertpapieren umfasst Staatsschulden.

### Argentinien
Singer hatte nach der Insolvenz Argentiniens 2001 zusammen mit anderen Investoren zahlreiche Staatsanleihen dieses Landes zu billigsten Konditionen aufgekauft. Während die argentinische Präsidentin Cristina Fernández de Kirchner versuchte, die Schulden zu restrukturieren, mussten viele der Gläubiger sich mit reduzierten Rückzahlungen abfinden. Paul Singer legte jedoch Rechtsmittel gegen Argentinien ein und versuchte, argentinische Vermögenswerte weltweit zu beschlagnahmen.
Ein New Yorker Bezirksrichter verurteilte Argentinien im Oktober 2012 zu einer Zahlung von 1,3 Milliarden US-Dollar an die Hedgefonds. Als weiteres Druckmittel wurde es Argentinien verboten, andere Schulden zu bedienen, solange die Hedgefonds nicht bezahlt worden seien, denn es dürfe kein Gläubiger bevorzugt bedient werden. Ein Berufungsantrag Argentiniens wurde vom Obersten US-Gerichtshof im Juni 2014 abgelehnt.
Nachdem ein Schlichtungsverfahren zwischen Argentinien und den US-amerikanischen Hedgefonds, darunter insbesondere NML Capital, eine Offshore-Einheit der „Elliot Management Corporation“, es nicht geschafft hat, zum 31. Juli 2014 Mitternacht (06.00 Uhr MESZ) zu einer Einigung zu kommen, erklärte der argentinische Wirtschaftsminister sein Land für bankrott, zumindest gegenüber diesem Hedgefonds.
2016 kam es zur Begleichung der Schulden. Nachdem der neue Präsident von Argentinien, Mauricio Macri, gewählt worden war, der ein umfassendes Wahlversprechen abgegeben hatte, sich um die argentinische Wirtschaft zu kümmern, wurden die Verhandlungen wieder aufgenommen. Dies führte im Ergebnis dazu, dass die Holdout-Gläubiger 9,3 Milliarden Dollar erhielten, wovon 2,4 Milliarden Dollar an Elliott gingen.

### Republik Kongo
Ende der 1990er Jahre kaufte die auf den Cayman Islands ansässige Kensington International – eine Tochter von Singers Elliott Associates – für 1,7 Millionen US-Dollar Schuldentitel der Republik Kongo (Brazzaville) aus den 1980er Jahren, die einen (ursprünglichen) Nennwert von 32,6 Millionen US-Dollar gehabt hatten.
Danach folgte die (schon übliche/bzw. schon geplante) Klagerunde, um 100 Prozent des Schuldentitels einzutreiben.
Kensington strengte verschiedene Klagen an, bekam Recht und Anspruch auf mittlerweile (Zins + Zinseszins) aufgelaufene 118,6 Millionen.
Als die Republik Kongo sich weigerte zu zahlen, versuchte Kensington Zugriff auf Vermögenswerte der Republik Kongo selbst und auch auf deren Geschäftspartner zu erlangen.
So reichte der Fonds bei einem britischen Gericht einen Antrag ein, Gelder einer englischen Tochtergesellschaft des Schweizer Rohstoffkonzern Glencore, die über verschiedene Firmen Öl aus dem Kongo erworben hatte, einzuziehen.
Kensingtons Anwälte hatten zuvor nachgewiesen, dass die Firmen, mit denen Glencore Geschäfte getätigt hatte, dem kongolesischen Staat gehörten.
Und so ordnete im November 2005 der High Court in London schließlich an, dass Glencore 39 Millionen US-Dollar für zwei Öllieferungen nicht an die kongolesischen Handelsfirmen, sondern an Kensington International zahlen müsse.
Das US-Nachrichtenmagazin Nation berichtete, dass es Singer gelungen sei, vorübergehend 90 Millionen Dollar Entwicklungshilfe zu blockieren. Diese Summe war für die Bekämpfung einer Cholera-Epidemie vorgesehen.